# Кастед-Ками
Касте́д-Ками́ (фр. Casteide-Cami) — коммуна во Франции, находится в регионе Аквитания. Департамент — Атлантические Пиренеи. Входит в состав кантона Арти-э-Пеи-де-Субестр. Округ коммуны — По.
Код INSEE коммуны — 64171.

## География
Коммуна расположена приблизительно в 650 км к югу от Парижа, в 160 км южнее Бордо, в 19 км к северо-западу от По.

### Климат
Климат тёплый океанический. Зима мягкая, средняя температура января — от +5°С до +13°С, температуры ниже −10 °C бывают редко. Снег выпадает около 15 дней в году с ноября по апрель. Максимальная температура летом порядка 20-30 °C, выше 35 °C бывает очень редко. Количество осадков высокое, порядка 1100 мм в год. Характерна безветренная погода, сильные ветры очень редки.

## Население
Население коммуны на 2010 год составляло 239 человек.
| 1962 | 1968 | 1975 | 1982 | 1990 | 1999 | 2010 |
| ---- | ---- | ---- | ---- | ---- | ---- | ---- |
| 127  | 124  | 114  | 105  | 159  | 167  | 239  |

## Администрация
| Период | Период | Фамилия          | Партия | Примечания |
| ------ | ------ | ---------------- | ------ | ---------- |
| 1995   | 2001   | Андре Ламарк     |        |            |
| 2001   | 2008   | Жозьян Боада     |        |            |
| 2008   | 2014   | Дениз Капдевьель |        |            |
| 2014   | 2020   | Мариз Пебу       |        |            |

## Экономика
В 2010 году среди 166 человек трудоспособного возраста (15-64 лет) 128 были экономически активными, 38 — неактивными (показатель активности — 77,1 %, в 1999 году было 70,3 %). Из 128 активных жителей работали 121 человек (67 мужчин и 54 женщины), безработных было 7 (4 мужчины и 3 женщины). Среди 38 неактивных 9 человек были учениками или студентами, 21 — пенсионерами, 8 были неактивными по другим причинам.

## Достопримечательности
- Церковь Св. Андрея (1867 год)[4]

## Фотогалерея
- Мэрия
- Церковь Св. Андрея
- Церковь Св. Андрея
- Военный мемориал